# Équipe du Zimbabwe de rugby à XV des moins de 20 ans
L'équipe du Zimbabwe des moins de 20 ans est constituée par une sélection des meilleurs joueurs zimbabwéens de rugby à XV de moins de 20 ans, sous l'égide de la fédération zimbabwéenne de rugby à XV.

## Histoire
L’équipe du Zimbabwe des moins de 20 ans est créée en 2008, remplaçant les équipes du Zimbabwe des moins de 21 ans et des moins de 19 ans à la suite de la décision de l'IRB en 2007 de restructurer les compétitions internationales junior. Elle participe ainsi, selon son classement, au Trophée mondial des moins de 20 ans.
L'équipe est surnommée les Young Sables, par analogie avec l'équipe nationale senior.
Afin d'être représentée parmi les équipes disputant le Trophée mondial des moins de 20 ans, antichambre du championnat junior, le Zimbabwe doit se qualifier la saison précédente par l'intermédiaire d'un tournoi continental africain. Ainsi, la sélection des moins de 19 ans joue chaque année la Coupe d'Afrique (es) afin de permettre à l'équipe des moins de 20 ans d'être qualifiée la saison suivante pour le Trophée mondial. Les jeunes Zimbabwéens remportent la compétition à trois reprises consécutives, leur permettant de disputer le Trophée mondial en 2010 (en), 2011 (en) et 2012 (en). Ils participent à l'édition 2016 en tant que pays organisateur.
À partir de la saison 2018, le processus de qualification est légèrement remanié : le Trophée Barthés, créé un an plus tôt, remplace la Coupe d'Afrique des moins de 19 ans. Cette nouvelle compétition est dorénavant disputée par les sélections africaines de moins de 20 ans, et le vainqueur représente l'Afrique au Trophée mondial disputé quelques mois plus tard,. Lors de l'édition 2022 (es), les Young Sables remportent la compétition, battant le voisin namibien en finale. L'année suivante, ils conservent leur titre en s'imposant contre l'équipe du pays hôte, le Kenya.

## Palmarès
- Trophée Barthés :
  - Vainqueur : 2022 (es), 2023